# RPM (雜誌)
《RPM》（ISSN 0315-5994，后来为ISSN 0033-7064）是一份加拿大音乐行业出版物，提供加拿大的歌曲和专辑排行榜。该出版物由沃尔特·格雷利斯于1964年2月创办，唱片公司老板斯坦·克勒斯一直为其提供支持。《RPM 》于2000年11月停刊。
杂志的名字“RPM”代表“Records（唱片）、Promotion（推广/宣传）、Music（音乐）”三个英文词语开头首字母的缩写。该杂志的名称多年来不断变化，包括《RPM周刊》（RPM Weekly）和《RPM杂志》（RPM Magazine）
第一支在RPM单曲榜单上夺得第一的歌曲是迪克西杯的《神圣的爱》，在1964年6月22日夺冠。
2000年11月13日，最后一支在RPM单曲榜单上榜首的歌曲是麦当娜的《音乐圣堂》。

## 背景
1964年，哈丽雅特·瓦塞尔 (Harriett Wasser) 加入该杂志，担任纽约通讯员。她对音乐界并不陌生，并且与业内许多知名人士都有联系，其中包括巴比·达林和鲍勃·克鲁。当时的通信地址是哈丽雅特·瓦瑟，纽约州纽约市西54街161号1202室，邮编10019（161 West 54th Street, Suite 1202, New York, N.Y. 10019）。她的作品可以在1964年10月9日版《R.P.M.》的第5页哈丽雅特·瓦塞尔撰写的纽约日期线（DATELINE NEW YORK）中看到。

## 朱诺奖
现代的朱诺奖起源于《RPM》自创刊以来每年进行的一项调查。该杂志邀请读者邮寄调查选票，以表明他们在各个人物或公司类别中的选择。